# Казанский (Башкортостан)
Казанский — упразднённый посёлок в составе городского округа город Уфа Башкортостана. На момент упразднения входил в состав Ново-Черкасского сельсовета Орджоникидзевского района города Уфа. Исключен из учётных данных в 2005 году.

## География
Располагался в верховье оврага Фирсов, на расстоянии приблизительно в 1,7 км (по прямой) к юго-востоку от села Новые Черкассы.

## История
Упразднён законом РБ от 20 июля 2005 года № 211-з.

## Население
| 1939 | 1959 | 1970 | 1979 | 1989 | 2002 |
| ---- | ---- | ---- | ---- | ---- | ---- |
| 37   | ↘34  | ↗49  | ↘20  | ↘19  | ↘0   |